# Hazleton (Pennsilvània)
Hazleton és una població dels Estats Units a l'estat de Pennsilvània. Segons el cens del 2000 tenia 23.329 habitants.

## Demografia
Segons el cens del 2000, Hazleton tenia 23.329 habitants, 10.281 habitatges, i 6.004 famílies. La densitat de població era de 1.508,8 habitants per quilòmetre quadrat.
Dels 10.281 habitatges en un 24% hi vivien nens de menys de 18 anys, en un 40,1% hi vivien parelles casades, en un 13,6% dones solteres, i en un 41,6% no eren unitats familiars. En el 37% dels habitatges hi vivien persones soles el 19,4% de les quals corresponia a persones de 65 anys o més que vivien soles. El nombre mitjà de persones vivint en cada habitatge era de 2,23 i el nombre mitjà de persones que vivien en cada família era de 2,93.
Per edats la població es repartia de la següent manera: un 21% tenia menys de 18 anys, un 7,8% entre 18 i 24, un 26,7% entre 25 i 44, un 22,2% de 45 a 60 i un 22,2% 65 anys o més.
L'edat mediana era de 41 anys. Per cada 100 dones de 18 o més anys hi havia 82,7 homes.
La renda mediana per habitatge era de 28.082 $ i la renda mediana per família de 37.093 $. Els homes tenien una renda mediana de 31.144 $ mentre que les dones 20.926 $. La renda per capita de la població era de 17.270 $. Entorn del 10,4% de les famílies i el 14,2% de la població estaven per davall del llindar de pobresa.

## Poblacions més properes
El següent diagrama mostra les poblacions més properes.

## Persones il·lustres
- Andrew Soltis (1947), Gran Mestre d'escacs